# 大柿ダム
大柿ダム（おおがきダム）は、福島県双葉郡浪江町室原にあるダムである。

## 概要
浪江町中心部と津島地区とを隔てる室原川渓谷に位置する高さ84.5mのロックフィルダムであり、二級河川請戸川水系請戸川に建設された。浪江町と南隣の双葉町、北隣の相馬郡小高町（現南相馬市小高区）は、それまで小高川、宮田川、請戸川、高瀬川、前田川の5本の中小河川や地下水から灌漑用水を得ていたが、阿武隈高地がすぐ迫る地形のため、河川の水がすぐに太平洋に流れ出してしまい水利が悪く、また取水堰や用水路は藩政時代から用いられている小規模老朽施設が多く、用水系統も複雑になっており、維持管理の費用、労力がかさみ、狭小な水田区画も相まって農業の近代化が阻害されてきた。そこで請戸川上流に当ダムを、支流の高瀬川上流に焼築頭首工を建設し、それぞれを結ぶ基幹水路を整備することで下流の3,808haにわたる水田へ農業用水を供給する国営請戸川農業水利事業が行われ、1972年度に事業着手、1988年度に竣工し、1989年度より請戸川土地改良区により管理されている。

## その他
- 当ダムの建設により水没区間を通る国道114号の付替えが行われた。